# Türkgücü München 2021-2022
Questa voce raccoglie le informazioni riguardanti il Türkgücü München nelle competizioni ufficiali della stagione 2021-2022.

## Stagione
Nella stagione 2021-2022 il Türkgücü Monaco, allenato da Petr Ruman, Peter Hyballa, Alper Kayabunar, Andreas Heraf e Goran Djuričin, concluse il campionato di 3. Liga al 20º posto e fu escluso dal campionato. In Coppa di Germania il Türkgücü Monaco fu eliminato al primo turno dall'Union Berlino. In Coppa Baviera il Türkgücü Monaco fu eliminato ai quarti di finale dall'Aubstadt.

## Rosa
| N. |                     | Ruolo | Calciatore            |
| -- | ------------------- | ----- | --------------------- |
| 1  | Germania (bandiera) | P     | René Vollath          |
| 5  | Albania (bandiera)  | D     | Mërgim Mavraj         |
| 6  | Scozia (bandiera)   | C     | Andy Irving           |
| 7  | Germania (bandiera) | A     | Leroy-Jacques Mickels |
| 8  | Germania (bandiera) | C     | Ünal Tosun            |
| 9  | Kosovo (bandiera)   | A     | Albion Vrenezi        |
| 10 | Turchia (bandiera)  | C     | Sercan Sararer        |
| 11 | Germania (bandiera) | C     | Sebastian Maier       |
| 12 | Germania (bandiera) | P     | Michael Wagner        |
| 13 | Germania (bandiera) | D     | Alexander Sorge       |
| 14 | Italia (bandiera)   | A     | Yomi Scintu           |
| 15 | Germania (bandiera) | C     | Paterson Chato        |
| 16 | Germania (bandiera) | C     | Luis Jakobi           |
| 17 | Germania (bandiera) | C     | Tim Rieder            |

| N. |                     | Ruolo | Calciatore        |
| -- | ------------------- | ----- | ----------------- |
| 18 | Germania (bandiera) | C     | Boubacar Barry    |
| 20 | Germania (bandiera) | C     | Philip Türpitz    |
| 21 | Germania (bandiera) | A     | Törles Knöll      |
| 22 | Germania (bandiera) | A     | Sinan Karweina    |
| 23 | Germania (bandiera) | D     | Moritz Kuhn       |
| 24 | Germania (bandiera) | A     | Eric Hottmann     |
| 26 | Germania (bandiera) | P     | Franco Flückiger  |
| 30 | Germania (bandiera) | D     | Lukas Scepanik    |
| 35 | Germania (bandiera) | D     | Furkan Zorba      |
| 36 | Serbia (bandiera)   | D     | Filip Kusić       |
| 37 | Germania (bandiera) | C     | Nico Gorzel       |
| 39 | Croazia (bandiera)  | D     | Antonio Tikvić    |
| 44 | Germania (bandiera) | C     | Fabijan Podunavac |
|    | Kosovo (bandiera)   | A     | Aulon Mushla      |

## Organigramma societario
Area tecnica
- Allenatore:
- Allenatore in seconda: Goran Djuričin
- Preparatore dei portieri: Bernd Dreher
- Preparatori atletici:

## Calciomercato

### Sessione estiva
| Acquisti | Acquisti         | Acquisti               | Acquisti |
| R.       | Nome             | da                     | Modalità |
| -------- | ---------------- | ---------------------- | -------- |
| A        | Törles Knöll     | Slaven Belupo          |          |
| C        | Tim Rieder       | Kaiserslautern         |          |
| C        | Andy Irving      | Hearts                 |          |
| A        | Sinan Karweina   | Duisburg               |          |
| A        | Njegoš Kupusović | Eintracht Braunschweig |          |
| A        | Aulon Mushla     | San Gallo U18          |          |
| P        | Michael Wagner   | Bayern Monaco II       |          |

| Cessioni | Cessioni          | Cessioni            | Cessioni |
| R.       | Nome              | a                   | Modalità |
| -------- | ----------------- | ------------------- | -------- |
| A        | Njegoš Kupusović  | AS Trenčín          |          |
| A        | Amani Mbaraka     | TSV Schwabmünchen   |          |
| C        | Atakan Akkaynak   | Çorum               |          |
| C        | Aaron Berzel      | Viktoria Colonia    |          |
| C        | Omar Sijarić      | Erzgebirge Aue      |          |
| D        | Maxime Awoudja    | WSG Swarovski Tirol |          |
| P        | Max Engl          | Augusta II          |          |
| C        | Philipp Erhardt   | Hartberg            |          |
| D        | Kilian Fischer    | Norimberga          |          |
| D        | Kilian Jakob      | Augusta II          |          |
| A        | Kerem Kavuk       | TSV Schwabmünchen   |          |
| A        | Furkan Kircicek   | Chemnitz            |          |
| C        | Benedikt Kirsch   | Bayreuth            |          |
| C        | Alexander Laukart | Union Titus Pétange |          |
| A        | Noel Niemann      | Arminia Bielefeld   |          |
| D        | Yi-young Park     | St. Pauli II        |          |
| A        | Lucas Röser       | Kaiserslautern      |          |
| D        | Stefan Stangl     | Wehen Wiesbaden     |          |
| D        | Michael Zant      | SGV Freiberg        |          |

### Sessione invernale
| Acquisti | Acquisti | Acquisti | Acquisti |
| R.       | Nome     | da       | Modalità |
| -------- | -------- | -------- | -------- |

| Cessioni | Cessioni          | Cessioni        | Cessioni |
| R.       | Nome              | a               | Modalità |
| -------- | ----------------- | --------------- | -------- |
| D        | Moritz Römling    | Bochum          |          |
| D        | Sebastian Hertner | BFC Dynamo      |          |
| D        | Marco Kehl-Gómez  | SGV Freiberg    |          |
| A        | Petar Slišković   | Wehen Wiesbaden |          |

## Risultati

### 3. Liga

#### Girone di andata
| Lotte 25 luglio 2021, ore 14:00 CEST 1ª giornata | Verl | – annullata referto | Türkgücü | Stadion am Lotter Kreuz (874 spett.)\| Arbitro: \| Alt \| |
| Arbitro:                                         | Alt  |                     |          |                                                           |

| Arbitro: | Cortus |

|                                |           |                   |
| Vrenezi 10’ Türpitz 58’ (rig.) | Marcatori | 53’, 76’ Eberwein |

| Arbitro: | Schlager |

|             |           |             |
| Mölders 80’ | Marcatori | 60’ Sararer |

| Arbitro: | Reichel |

|                                       |           |  |
| Vrenezi 77’ Slišković 90’ Türpitz 90’ | Marcatori |  |

| Arbitro: | Burda |

|  |           |                                   |
|  | Marcatori | 6’ Slišković 22’ Kuhn 80’ Vrenezi |

| Arbitro: | Petersen |

|  |           |                                     |
|  | Marcatori | 25’ Klaas 32’ Heider 50’ Kleinhansl |

| Arbitro: | Gerach |

|                                       |           |  |
| Martinovic 68’ Boyamba 74’ Lebeau 90’ | Marcatori |  |

| Arbitro: | Bokop |

|             |           |  |
| Vrenezi 81’ | Marcatori |  |

| Arbitro: | Exner |

|                                     |           |           |
| Krätschmer 26’ Jacob 32’ Gouras 52’ | Marcatori | 14’ Knöll |

| Arbitro: | Hempel |

|                       |           |               |
| Sorge 42’ Türpitz 68’ | Marcatori | 87’ Bornemann |

| Arbitro: | Müller |

|                                         |           |  |
| Bittroff 30’ Atik 55’ Kath 56’ Ceka 82’ | Marcatori |  |

| Arbitro: | Burda |

|             |           |  |
| Türpitz 88’ | Marcatori |  |

| Arbitro: | Bauer |

|                         |           |             |
| Kraulich 55’ Pourié 80’ | Marcatori | 90’ Türpitz |

| Arbitro: | Winter |

|                 |           |  |
| Sukuta-Pasu 88’ | Marcatori |  |

| Arbitro: | Eckermann |

|           |           |                         |
| Barry 81’ | Marcatori | 15’ Sontheimer 19’ Hong |

| Arbitro: | Heft |

|                            |           |  |
| Lauberbach 17’ Henning 48’ | Marcatori |  |

| Arbitro: | Ballweg |

|                                   |           |                |
| Sararer 43’ Reinthaler 87’ (aut.) | Marcatori | 31’, 53’ Gómez |

| Berlino 4 dicembre 2021, ore 14:00 CET 18ª giornata | Viktoria Berlino | – annullata referto | Türkgücü | Friedrich-Ludwig-Jahn-Sportpark (574 spett.)\| Arbitro: \| Hussein \| |
| Arbitro:                                            | Hussein          |                     |          |                                                                       |

| Arbitro: | Müller |

|               |           |                      |
| Slišković 55’ | Marcatori | 5’ Hanslik 7’ Çiftçi |

#### Girone di ritorno
| Arbitro: | Hildenbrand |

|                         |           |                      |
| Irving 56’ Hottmann 90’ | Marcatori | 63’ Šapina 66’ Akono |

| Arbitro: | Hussein |

|                 |           |  |
| Huth 83’ (rig.) | Marcatori |  |

| Arbitro: | Hempel |

|                                 |           |               |
| Hottmann 77’ Sararer 85’ (rig.) | Marcatori | 90’ Neudecker |

| Arbitro: | Glaser |

|                                                   |           |                        |
| Weißhaupt 23’, 90’ Leopold 85’ (rig.) Vermeij 90’ | Marcatori | 65’ Sorge 70’ Karweina |

| Arbitro: | Stegemann |

|  |           |              |
|  | Marcatori | 53’ Jaeschke |

| Arbitro: | Eckermann |

|              |           |             |
| Simakala 86’ | Marcatori | 90’ Vrenezi |

| Monaco di Baviera 12 febbraio 2022, ore 14:00 CET 26ª giornata | Türkgücü | – annullata referto | Waldhof Mannheim | Stadio Olimpico (1 000 spett.)\| Arbitro: \| Greif \| |
| Arbitro:                                                       | Greif    |                     |                  |                                                       |

| Arbitro: | Oldhafer |

|                             |           |  |
| Stoppelkamp 21’ (rig.), 55’ | Marcatori |  |

| Arbitro: | Exner |

|              |           |                                                                |
| Karweina 12’ | Marcatori | 21’, 55’ Jacob 24’ Hawkins 53’ Günther-Schmidt 74’ Steinkötter |

| Arbitro: | Lechner |

|  |           |             |
|  | Marcatori | 74’ Vrenezi |

| Arbitro: | Glaser |

|                       |           |             |
| Türpitz 13’ Sorge 85’ | Marcatori | 89’ Brünker |

| Arbitro: | Brand |

|           |           |  |
| Wurtz 40’ | Marcatori |  |

| Monaco di Baviera 3 aprile 2022, ore CEST 32ª giornata | Türkgücü | – non disputata referto | Kickers Würzburg | Stadio Olimpico |

| Monaco di Baviera 9 aprile 2022, ore CEST 33ª giornata | Türkgücü | – non disputata referto | Meppen | Stadio Olimpico |

| Colonia 16 aprile 2022, ore CEST 34ª giornata | Viktoria Colonia | – non disputata referto | Türkgücü | Sportpark Höhenberg |

| Monaco di Baviera 23 aprile 2022, ore CEST 35ª giornata | Türkgücü | – non disputata referto | Eintracht Braunschweig | Stadio Olimpico |

| Zwickau 30 aprile 2022, ore CEST 36ª giornata | Zwickau | – non disputata referto | Türkgücü | GGZ Arena |

| Monaco di Baviera 7 maggio 2022, ore CEST 37ª giornata | Türkgücü | – non disputata referto | Viktoria Berlino | Stadio Olimpico |

| Kaiserslautern 14 maggio 2022, ore CEST 38ª giornata | Kaiserslautern | – non disputata referto | Türkgücü | Fritz-Walter-Stadion |

### Coppa di Germania
| Arbitro: | Petersen |

|  |           |           |
|  | Marcatori | 23’ Kruse |

### Coppa Baviera
| 11 agosto 2021, ore 18:00 CEST Primo turno | FSV Pfaffenhofen | 0 – 7 | Türkgücü |  |

| 17 agosto 2021, ore 17:45 CEST Secondo turno | Gundelfingen | 1 – 4 | Türkgücü |  |

| 8 settembre 2021, ore 19:00 CEST Ottavi di finale | Türkspor Augusta | 0 – 4 | Türkgücü |  |

| 9 ottobre 2021, ore 14:00 CEST Quarti di finale | Aubstadt | 3 – 1 | Türkgücü |  |

## Statistiche

### Statistiche di squadra
| Competizione      | Punti | In casa | In casa | In casa | In casa | In casa | In casa | In trasferta | In trasferta | In trasferta | In trasferta | In trasferta | In trasferta | Totale | Totale | Totale | Totale | Totale | Totale | DR  |
| Competizione      | Punti | G       | V       | N       | P       | Gf      | Gs      | G            | V            | N            | P            | Gf           | Gs           | G      | V      | N      | P      | Gf     | Gs     | DR  |
| ----------------- | ----- | ------- | ------- | ------- | ------- | ------- | ------- | ------------ | ------------ | ------------ | ------------ | ------------ | ------------ | ------ | ------ | ------ | ------ | ------ | ------ | --- |
| 3. Liga           | 7     | 4       | 0       | 4       | 0       | 0       | 0       | 3            | 0            | 3            | 0            | 0            | 0            | 7      | 0      | 7      | 0      | 0      | 0      | 0   |
| Coppa di Germania | -     | 1       | 0       | 0       | 1       | 0       | 1       | 0            | 0            | 0            | 0            | 0            | 0            | 1      | 0      | 0      | 1      | 0      | 1      | -1  |
| Coppa Baviera     | -     | 0       | 0       | 0       | 0       | 0       | 0       | 4            | 3            | 0            | 1            | 16           | 4            | 4      | 3      | 0      | 1      | 16     | 4      | +12 |
| Totale            | 7     | 5       | 0       | 4       | 1       | 0       | 1       | 7            | 3            | 3            | 1            | 16           | 4            | 12     | 3      | 7      | 2      | 16     | 5      | +11 |

### Andamento in campionato
| Giornata  | 1  | 2  | 3  | 4  | 5  | 6  | 7  | 8  | 9  | 10 | 11 | 12 | 13 | 14 | 15 | 16 | 17 | 18 | 19 | 20 | 21 | 22 | 23 | 24 | 25 | 26 | 27 | 28 | 29 | 30 | 31 | 32 | 33 | 34 | 35 | 36 | 37 | 38 |
| --------- | -- | -- | -- | -- | -- | -- | -- | -- | -- | -- | -- | -- | -- | -- | -- | -- | -- | -- | -- | -- | -- | -- | -- | -- | -- | -- | -- | -- | -- | -- | -- | -- | -- | -- | -- | -- | -- | -- |
| Luogo     | T  | C  | T  | C  | T  | C  | T  | C  | T  | C  | T  | C  | T  | T  | C  | T  | C  | T  | C  | C  | T  | C  | T  | C  | T  | C  | T  | C  | T  | C  | T  | C  | C  | T  | C  | T  | C  | T  |
| Risultato |    |    |    |    |    |    |    |    |    |    |    |    |    |    |    |    |    |    |    |    |    |    |    |    |    |    |    |    |    |    |    | N  | N  | N  | N  | N  | N  | N  |
| Posizione | 12 | 18 | 19 | 19 | 19 | 19 | 19 | 20 | 20 | 20 | 20 | 20 | 20 | 20 | 20 | 20 | 20 | 20 | 20 | 20 | 20 | 20 | 20 | 20 | 20 | 20 | 20 | 20 | 20 | 20 | 20 | 20 | 20 | 20 | 20 | 20 | 20 | 20 |

Legenda:

Luogo: C = Casa; T = Trasferta. Risultato: V = Vittoria; N = Pareggio; P = Sconfitta.

### Statistiche dei giocatori
| Giocatore     | 3. Liga  | 3. Liga | 3. Liga     | 3. Liga    | Coppa di Germania | Coppa di Germania | Coppa di Germania | Coppa di Germania | Totale   | Totale | Totale      | Totale     |
| Giocatore     | Presenze | Reti    | Ammonizioni | Espulsioni | Presenze          | Reti              | Ammonizioni       | Espulsioni        | Presenze | Reti   | Ammonizioni | Espulsioni |
| ------------- | -------- | ------- | ----------- | ---------- | ----------------- | ----------------- | ----------------- | ----------------- | -------- | ------ | ----------- | ---------- |
| B. Barry      | 11       | 1       | 1           | 0          | 0                 | 0                 | 0                 | 0                 | 11       | 1      | 1           | 0          |
| P. Chato      | 23       | 0       | 4           | 1          | 1                 | 0                 | 0                 | 0                 | 24       | 0      | 4           | 1          |
| F. Flückiger  | 9        | 0       | 0           | 0          | 0                 | 0                 | 0                 | 0                 | 9        | 0      | 0           | 0          |
| N. Gorzel     | 20       | 0       | 1           | 0          | 0                 | 0                 | 0                 | 0                 | 20       | 0      | 1           | 0          |
| S. Hertner    | 6        | 0       | 3           | 0          | 1                 | 0                 | 0                 | 0                 | 7        | 0      | 3           | 0          |
| E. Hottmann   | 29       | 2       | 1           | 0          | 1                 | 0                 | 0                 | 0                 | 30       | 2      | 1           | 0          |
| A. Irving     | 23       | 1       | 4           | 0          | 1                 | 0                 | 0                 | 0                 | 24       | 1      | 4           | 0          |
| L. Jakobi     | 9        | 0       | 2           | 0          | 0                 | 0                 | 0                 | 0                 | 9        | 0      | 2           | 0          |
| S. Karweina   | 13       | 2       | 2           | 0          | 1                 | 0                 | 0                 | 0                 | 14       | 2      | 2           | 0          |
| M. Kehl-Gómez | 10       | 0       | 2           | 0          | 1                 | 0                 | 0                 | 0                 | 11       | 0      | 2           | 0          |
| T. Knöll      | 16       | 1       | 1           | 0          | 0                 | 0                 | 0                 | 0                 | 16       | 1      | 1           | 0          |
| M. Kuhn       | 26       | 1       | 1           | 0          | 1                 | 0                 | 0                 | 0                 | 27       | 1      | 1           | 0          |
| N. Kupusović  | 0        | 0       | 0           | 0          | 0                 | 0                 | 0                 | 0                 | 0        | 0      | 0           | 0          |
| F. Kusić      | 20       | 0       | 4           | 0          | 1                 | 0                 | 0                 | 0                 | 21       | 0      | 4           | 0          |
| S. Maier      | 6        | 0       | 1           | 0          | 0                 | 0                 | 0                 | 0                 | 6        | 0      | 1           | 0          |
| M. Mavraj     | 13       | 0       | 3           | 0          | 1                 | 0                 | 0                 | 0                 | 14       | 0      | 3           | 0          |
| L. Mickels    | 11       | 0       | 1           | 0          | 0                 | 0                 | 0                 | 0                 | 11       | 0      | 1           | 0          |
| A. Mushla     | 0        | 0       | 0           | 0          | 0                 | 0                 | 0                 | 0                 | 0        | 0      | 0           | 0          |
| F. Podunavac  | 0        | 0       | 0           | 0          | 0                 | 0                 | 0                 | 0                 | 0        | 0      | 0           | 0          |
| T. Rieder     | 28       | 0       | 5           | 0          | 1                 | 0                 | 0                 | 0                 | 29       | 0      | 5           | 0          |
| M. Römling    | 21       | 0       | 2           | 0          | 1                 | 0                 | 0                 | 0                 | 22       | 0      | 2           | 0          |
| S. Sararer    | 21       | 3       | 3           | 0          | 1                 | 0                 | 0                 | 0                 | 22       | 3      | 3           | 0          |
| L. Scepanik   | 18       | 0       | 2           | 0          | 0                 | 0                 | 0                 | 0                 | 18       | 0      | 2           | 0          |
| Y. Scintu     | 1        | 0       | 0           | 0          | 0                 | 0                 | 0                 | 0                 | 1        | 0      | 0           | 0          |
| P. Slišković  | 18       | 3       | 0           | 0          | 1                 | 0                 | 0                 | 0                 | 19       | 3      | 0           | 0          |
| A. Sorge      | 24       | 3       | 5           | 0          | 0                 | 0                 | 0                 | 0                 | 24       | 3      | 5           | 0          |
| A. Tikvić     | 5        | 0       | 1           | 0          | 0                 | 0                 | 0                 | 0                 | 5        | 0      | 1           | 0          |
| Ü. Tosun      | 16       | 0       | 3           | 0          | 0                 | 0                 | 0                 | 0                 | 16       | 0      | 3           | 0          |
| P. Türpitz    | 24       | 6       | 7           | 0          | 1                 | 0                 | 0                 | 0                 | 25       | 6      | 7           | 0          |
| R. Vollath    | 21       | 0       | 1           | 0          | 1                 | 0                 | 0                 | 0                 | 22       | 0      | 1           | 0          |
| A. Vrenezi    | 30       | 6       | 3           | 0          | 1                 | 0                 | 0                 | 0                 | 31       | 6      | 3           | 0          |
| M. Wagner     | 1        | 0       | 0           | 0          | 0                 | 0                 | 0                 | 0                 | 1        | 0      | 0           | 0          |
| F. Zorba      | 0        | 0       | 0           | 0          | 0                 | 0                 | 0                 | 0                 | 0        | 0      | 0           | 0          |